# Foreigner
Foreigner – zespół rockowy założony w 1976 roku w Nowym Jorku przez Micka Jonesa i Iana McDonalda. Zadebiutowali w 1977 roku płytą Foreigner, która odniosła sukces komercyjny w USA i Kanadzie. W 2024 wprowadzony do Rock and Roll Hall of Fame.

## Muzycy
Obecny skład zespołu
- Mick Jones – gitara prowadząca, instrumenty klawiszowe, instrumenty perkusyjne, gitara basowa, wokal prowadzący (od 1976)
- Thom Gimbel – gitara rytmiczna, instrumenty klawiszowe, wokal wspierający, saksofon, flet (1992–1993, od 1995)
- Jeff Pilson – gitara basowa, wokal wspierający (od 2004)
- Kelly Hansen – wokal prowadzący, instrumenty perkusyjne (od 2005)
- Michael Bluestein – instrumenty klawiszowe, wokal wspierający (od 2008)
- Chris Frazier – perkusja, instrumenty perkusyjne (od 2012)
- Bruce Watson – gitara prowadząca (od 2011)

Byli członkowie zespołu
- Dennis Elliott – perkusja, instrumenty perkusyjne, wokal wspierający (1976–1992)
- Lou Gramm – wokal prowadzący, instrumenty perkusyjne (1976–1990, 1992–2003)
- Al Greenwood – instrumenty perkusyjne (1976–1980)
- Ian McDonald (zmarły) – gitara rytmiczna, instrumenty klawiszowe, wokal wspierający, saksofon, flet (1976–1980)
- Ed Gagliardi (zmarły) – gitara basowa, wokal wspierający (1976–1979)
- Rick Wills – gitara basowa, wokal wspierający (1979–1992)
- Johnny Edwards – wokal prowadzący, gitara rytmiczna (1990–1992)
- Jeff Jacobs – instrumenty klawiszowe, wokal wspierający (1991–2007)
- Mark Schulman – perkusja, instrumenty perkusyjne, wokal wspierający (1992–1995, 2000–2002, 2011–2012)
- Bruce Turgon – gitara basowa, wokal wspierający (1992–2003)
- Ron Wikso – perkusja, instrumenty perkusyjne (1995–1998)
- Brian Tichy – perkusja, instrumenty perkusyjne, wokal wspierający (1998–2000, 2007, 2008–2010, 2011, 2012)
- Denny Carmassi – perkusja, instrumenty perkusyjne (2002–03)
- Jason Bonham – perkusja, instrumenty perkusyjne, wokal wspierający (2004–2007, 2007–2008)
- Chaz West – wokal prowadzący, gitara (2004–2005)
- Paul Mirkovich – instrumenty klawiszowe (2007–2008)
- Bryan Head – perkusja, instrumenty perkusyjne (2008)
- Jason Sutter – perkusja, instrumenty perkusyjne (2010–2011)

Muzycy koncertowi
- Ian Wallace (zmarły) – perkusja, instrumenty perkusyjne (1978)
- Bob Mayo (zmarły) – gitara rytmiczna, instrumenty klawiszowe, wokal wspierający (1981–1988)
- Mark Rivera – gitara rytmiczna, instrumenty klawiszowe, wokal wspierający, flet, saksofon (1981–1988, 1991–1992)
- Peter Reilich – instrumenty klawiszowe (1981–1982)
- Lou Cortelezzi – saksofon (1988)
- Larry Oakes – gitara rytmiczna, instrumenty klawiszowe, wokal wspierający (1988)
- Larry Aberman – perkusja, instrumenty perkusyjne (1991–1992)
- Scott Gilman – gitara rytmiczna, instrumenty klawiszowe, wokal wspierający, flet, saksofon (1992, 1993–1995)
- John Purdell (zmarły) – instrumenty klawiszowe, wokal wspierający (2000)
- Doug Aldrich – gitara prowadząca (2010)
- Deen Castronovo – perkusja, instrumenty perkusyjne, wokal wspierający (2011)
- Joel Hoekstra – gitara prowadząca (2011)
- Ollie Marland – instrumenty klawiszowe (2012)
- Derek Hilland – instrumenty klawiszowe (2012–2013)

## Dyskografia
Albumy studyjne
| Foreigner                   | - Data: 8 marca 1977 - Wydawca: Atlantic Records       | 4   | 9  | –   | –  | –  | –  | - USA: 5x platynowa płyta - CAN: platynowa płyta    |
| Double Vision               | - Data: 20 czerwca 1978 - Wydawca: Atlantic Records    | 3   | 3  | 32  | –  | –  | –  | - USA: 6x platynowa płyta - CAN: 2x platynowa płyta |
| Head Games                  | - Data: 11 września 1979 - Wydawca: Atlantic Records   | 5   | 5  | –   | 39 | –  | –  | - USA: 5x platynowa płyta                           |
| 4                           | - Data: 2 lipca 1981 - Wydawca: Atlantic Records       | 1   | 2  | 5   | 1  | –  | –  | - CAN: 4x platynowa płyta                           |
| Agent Provocateur           | - Data: 7 grudnia 1984 - Wydawca: Atlantic Records     | 4   | 3  | 1   | 4  | 1  | 10 | - USA: 6x platynowa płyta                           |
| Inside Information          | - Data: 4 grudnia 1987 - Wydawca: Atlantic Records     | 15  | 23 | 64  | 7  | 7  | –  | - USA: platynowa płyta                              |
| Unusual Heat                | - Data: 14 czerwca 1991 - Wydawca: Atlantic Records    | 117 | 50 | 56  | –  | 8  | 30 |                                                     |
| Mr. Moonlight               | - Data: 31 października 1994 - Wydawca: Arista Records | 136 | 69 | 59  | 21 | 17 | –  |                                                     |
| Can’t Slow Down             | - Data: 24 września 2009 - Wydawca: Rhino Records      | 29  | –  | 105 | 16 | 26 | 58 |                                                     |
| „–” album nie był notowany. |                                                        |     |    |     |    |    |    |                                                     |

Kompilacje
| Records                                                     | - Data: 29 listopada 1982 - Wydawca: Atlantic Records    | 10  | 58 | 22 | –  | –  | - USA: 7x platynowa płyta |
| The Very Best of Foreigner                                  | - Data: 1992 - Wydawca: Atlantic Records                 | –   | 19 | 23 | 20 | 34 |                           |
| The Very Best ... and Beyond                                | - Data: 22 września 1992 - Wydawca: Atlantic Records     | 123 | –  | –  | –  | –  | - USA: 2x platynowa płyta |
| The Best of Ballads – I Want to Know What Love Is           | - Data: 1998 - Wydawca: Atlantic Records                 | –   | –  | 81 | –  | –  |                           |
| The Platinum Collection                                     | - Data: 1999 - Wydawca: Atlantic Records                 | –   | –  | –  | –  | –  |                           |
| Jukebox Heroes: The Foreigner Anthology                     | - Data: 15 sierpnia 2000 - Wydawca: Atlantic Records     | –   | –  | –  | –  | –  |                           |
| Complete Greatest Hits                                      | - Data: 7 maja 2002 - Wydawca: Atlantic Records          | 80  | –  | –  | –  | –  | - USA: platynowa płyta    |
| The Definitive                                              | - Data: 8 października 2002 - Wydawca: Atlantic Records  | –   | 33 | 48 | –  | –  |                           |
| Hot Blooded and Other Hits                                  | - Data: 6 kwietnia 2004 - Wydawca: Atlantic Records      | –   | –  | –  | –  | –  |                           |
| The Essentials                                              | - Data: 4 października 2005 - Wydawca: Atlantic Records  | –   | –  | –  | –  | –  |                           |
| Extended Versions                                           | - Data: 26 listopada 2005 - Wydawca: Sony BMG            | 88  | –  | –  | –  | –  |                           |
| The Definitive Collection                                   | - Data: 28 marca 2006 - Wydawca: Atlantic Records        | –   | –  | –  | –  | –  |                           |
| The Very Best of Toto & Foreigner (Toto/Foreigner)          | - Data: 2007 - Wydawca: Atlantic Records                 | –   | –  | –  | 84 | –  |                           |
| No End in Sight: The Very Best of Foreigner                 | - Data: 15 lipca 2008 - Wydawca: Atlantic Records        | 132 | –  | 46 | 64 | 23 |                           |
| Juke Box Heroes                                             | - Data: 2012 - Wydawca: Atlantic Records                 | 109 | –  | –  | –  | –  |                           |
| I Want to Know What Love Is – The Ballads                   | - Data: 3 lutego 2014 - Wydawca: Atlantic Records        | –   | –  | 60 | –  | –  |                           |
| The Soundtrack of Summer (Styx/Foreigner (with Don Felder)) | - Data: 2014 - Wydawca: Atlantic Records                 | 69  | –  | –  | –  | –  |                           |
| The Complete Atlantic Studio Albums 1977–1991               | - Data: 13 października 2014 - Wydawca: Atlantic Records | –   | –  | –  | –  | –  |                           |
| „–” album nie był notowany.                                 |                                                          |     |    |    |    |    |                           |

### ścieżki dźwiękowe do filmów
| Rok  | Utwór                              | Film                             |
| ---- | ---------------------------------- | -------------------------------- |
| 1984 | „Waiting for a Girl Like You”      | Footloose                        |
| 1984 | „Hot Blooded”                      | Vision Quest                     |
| 2000 | „Waiting for a Girl Like You”      | Dzień bałwana                    |
| 2001 | „Juke Box Hero”                    | Wet Hot American Summer          |
| 2001 | „Hot Blooded” (Philip Steir Remix) | Osmosis Jones                    |
| 2006 | „I want to Know What Love Is”      | Facet pełen uroku                |
| 2007 | „Hot Blooded”                      | Ostrza chwały                    |
| 2007 | „Hot Blooded”                      | W świecie kobiet                 |
| 2009 | „Hot Blooded”                      | Kraina przygód                   |
| 2009 | „Urgent”                           | Zabójcze ciało                   |
| 2010 | „I want to Know What Love Is”      | Jutro będzie futro               |
| 2010 | „Feels Like the First Time”        | Walentynki                       |
| 2012 | „Feels Like the First Time”        | Magic Mike                       |
| 2013 | „Feels Like the First Time”        | Legenda telewizji 2: Kontynuacja |
| 2013 | „Hot Blooded”                      | Sound City                       |
| 2013 | „Blue Morning, Blue Day”           | Sound City                       |
| 2014 | „Waiting for a Girl Like You”      | Ta nasza młodość                 |
| 2015 | „I Want to Know What Love Is”      | D Train                          |
| 2016 | „I Want to Know What Love Is”      | Szefowa                          |
| 2016 | „I Want to Know What Love Is”      | Złe mamuśki                      |
| 2016 | „Urgent”                           | Każdy by chciał!!                |
| 2016 | „Hot Blooded”                      | Angry Birds                      |
| 2017 | „I Want to Know What Love Is”      | Bodyguard Zawodowiec             |
| 2018 | „I Want to Know What Love Is”      | Pacific Rim: Rebelia             |
| 2019 | „I Want to Know What Love Is”      | Grzeczni chłopcy                 |
| 2020 | „I Want to Know What Love Is”      | Artemis Fowl                     |
| 2020 | „Feels Like the First Time”        | Śledztwo Spensera                |

źródło: https://www.what-song.com/Artist/3377/Foreigner